# 石和镇
石和镇，是中华人民共和国广西壮族自治区玉林市福绵区下辖的一个乡镇级行政单位。

## 行政区划
石和镇下辖以下地区：
石和村、沙坑村、爱国村、平坡村、大义村、旺久村、麦垌村、云茂村、塘茂村和长发村。